# Astèrix gladiador
 Astèrix gladiador (francès: Astérix gladiateur) és el quart àlbum de la sèrie Astèrix el gal, amb guió de René Goscinny i dibuix d'Albert Uderzo. Va ser publicat en francès el 1964.

## Sinopsi
El prefecte "Calígula Pintenbastus" vol un dels gals irreductibles com a regal per a Juli Cèsar, motiu pel qual el bard Asseguratòrix és capturat. Quan els gals ho descobreixen, Astèrix i Obèlix van fins a Roma per rescatar el seu amic. Juli Cèsar, poc impressionat amb el seu regal, decideix llançar-lo als lleons; llavors, Astèrix i Obèlix decideixen fer-se gladiadors per a poder accedir al circ.

## Comentaris
- Obèlix comença el seu costum de recollir els cascs dels enemics que ha estabornit, arran d'una juguesca amb Astèrix (p. 10).
- També per primer cop, Obèlix diu una frase que esdevindrà cèlebre: "Són/Estan bojos aquests romans!" (p. 22)
- Primera aparició d'uns dels secundaris més populars de la sèrie: els Pirates, que perden dos vaixells (un a l'anada i l'altre a la tornada de Roma dels nostres herois). Ja apareixen definits el capità borni i el vell llatinista. El guaita negre amb problemes amb les "r" no apareix encara, si bé se l'escolta en dues rèpliques. Els pirates eren una paròdia del còmic francès "Barbe-Rouge", que també es publicava a la revista Pilote.
- També apareix per primer cop l'Edatdepèdrix, tot i que no es veu si està casat
- És la primera visita d'Astèrix i Obèlix a Roma
- Els gals coneixen el mercader fenici Nothicansis, que tornarà a aparèixer a L'odissea d'Astèrix.
- A Roma fan coneixença amb el restaurador Passaquethèvix, que visitarà el poblet gal a Astèrix a Còrsega.
- Es van ajuntar elements d'aquesta història amb la d'Astèrix legionari per al guió de la pel·lícula La sorpresa del Cèsar.